# The Early Bird (film, 1913)
Pour plus de détails, voir Fiche technique et Distribution.
The Early Bird est un film muet américain réalisé par Colin Campbell et sorti en 1913.

## Fiche technique
- Titre : The Early Bird
- Réalisation : Colin Campbell
- Scénario : Frank X. Finnegan
- Production : William Selig
- Société de production : Selig Polyscope Company
- Pays d'origine :
- Langue : Anglais
- Format : Noir et blanc — 35 mm — 1,33:1 — Son : Muet
- Durée : 10 minutes
- Dates de sortie : 
  -  États-Unis : 19 février 1913

## Distribution
- Tom Santschi
- Frank Clark
- Fred Huntley
- Wheeler Oakman
- George Gaffney
- Lillian Clark
- Lillian Hayward